# Isolotto della Bocca
L'isolotto della Bocca è un isolotto del mar di Sardegna situato nella Sardegna settentrionale. Deve il suo nome alla posizione che occupa in quanto ubicato all'ingresso delle bocche tra l'isola dell'Asinara e l'isola Piana.

Appartiene amministrativamente al comune di Porto Torres.